# 18903 Matsuura
18903 Matsuura este un asteroid din centura principală de asteroizi.

## Descriere
18903 Matsuura este un asteroid din centura principală de asteroizi. A fost descoperit pe 10 iulie 2000 la Sapporo de Kazuro Watanabe. El prezintă o orbită caracterizată de o semiaxă mare de 2,56 ua, o excentricitate de 0,20 și o înclinație de 9,3° în raport cu ecliptica.